# Pergalumna panayensis
Pergalumna panayensis (лат.) — вид панцирных клещей из отряда Oribatida (Galumnidae). Филиппины.

## Описание
Микроскопического размера клещи, длина менее 1 мм, размеры тела 863—1145 × 639—970 мкм. Интерламеллярные сеты представлены альвеолами. Тело без бороздок. Медианные поры развиты. Покровы сильно склеротизованные, тёмные (основная окраска коричневая). Имеют 6 пар генитальных пластинок. Гистеросома округлая, несёт около 10 пар нотогастральных щетинок. На протеросоме расположены гребневидные уплощённые ламеллы.
Впервые был описан в 2015 году в ходе родовой ревизии, проведённой акарологами Сергеем Ермиловым (Тюменский государственный университет, Тюмень, Россия) и его коллегами.
Pergalumna panayensis морфологически сходен с видами P. amorpha, P. minituberculata.